# Acopa
Acopa là một chi bướm đêm thuộc họ Noctuidae.

## Các loài
- Acopa borealis
- Acopa carina Harvey, 1875
- Acopa dentifer
- Acopa incana
- Acopa perpallida Grote, 1878
- Acopa pura